# Lockwood, North Yorkshire
Lockwood är en civil parish i Storbritannien.   Det ligger i distriktet Redcar and Cleveland i North Yorkshire och riksdelen England, i den centrala delen av landet, 300 km norr om huvudstaden London.